# Улрих IV фон Шерфенберг
Улрих IV фон Шерфенберг (на немски: Ulrich IV. von Scherffenberg; † 1456) е благородник от древния род Шерфенберг (днес от Словения) в Херцогство Австрия.

## Произход
Той е син на Рудолф фон Шерфенберг († 1420) и съпругата му Маргарета фон Щархемберг († 1443), дъщеря на Рудигер/Рюдигер III фон Щархемберг († 1390) и Мария Анна фон Даксберг († ок. 1370). Внук е на Евстах фон Шерфенберг († 1413) и Анна фон Винкл. Правнук е на Рудолф фон Шерфенберг († сл. 1358) и Катарина фон Вайсенек. Потомък е на Улрих фон Шерфенберг († сл. 1211) и Гертрауд фон Вилденберг.

## Фамилия
Улрих IV фон Шерфенберг се жени 1435 г. за Катарина/ Кристина фон Лозенщайн († 7 август 1456, Виена), дъщеря на Бернхард I фон Лозенщайн († 1434) и Анна фон Целкинг. Те имат две деца:
- Бернхард фон Шерфенберг (* ок. 1440; † 13 декември 1513, Шпилберг, Щирия), господар на Виндег, императорски съветник, женен I. за Елизабет фон Фладниц († 9 август 1489), II. за графиня Катарина фон Щархемберг
- Маргарета фон Шерфенберг, омъжена за Евстах фон Лозенщайн († 1507), внук на рицар Флориан фон Лозенщайн († 1456) и син на Вилхелм фон Лозенщайн († 1506) и Барбара фон Парзберг (* ок. 1450)